# Лидгейт, Джон

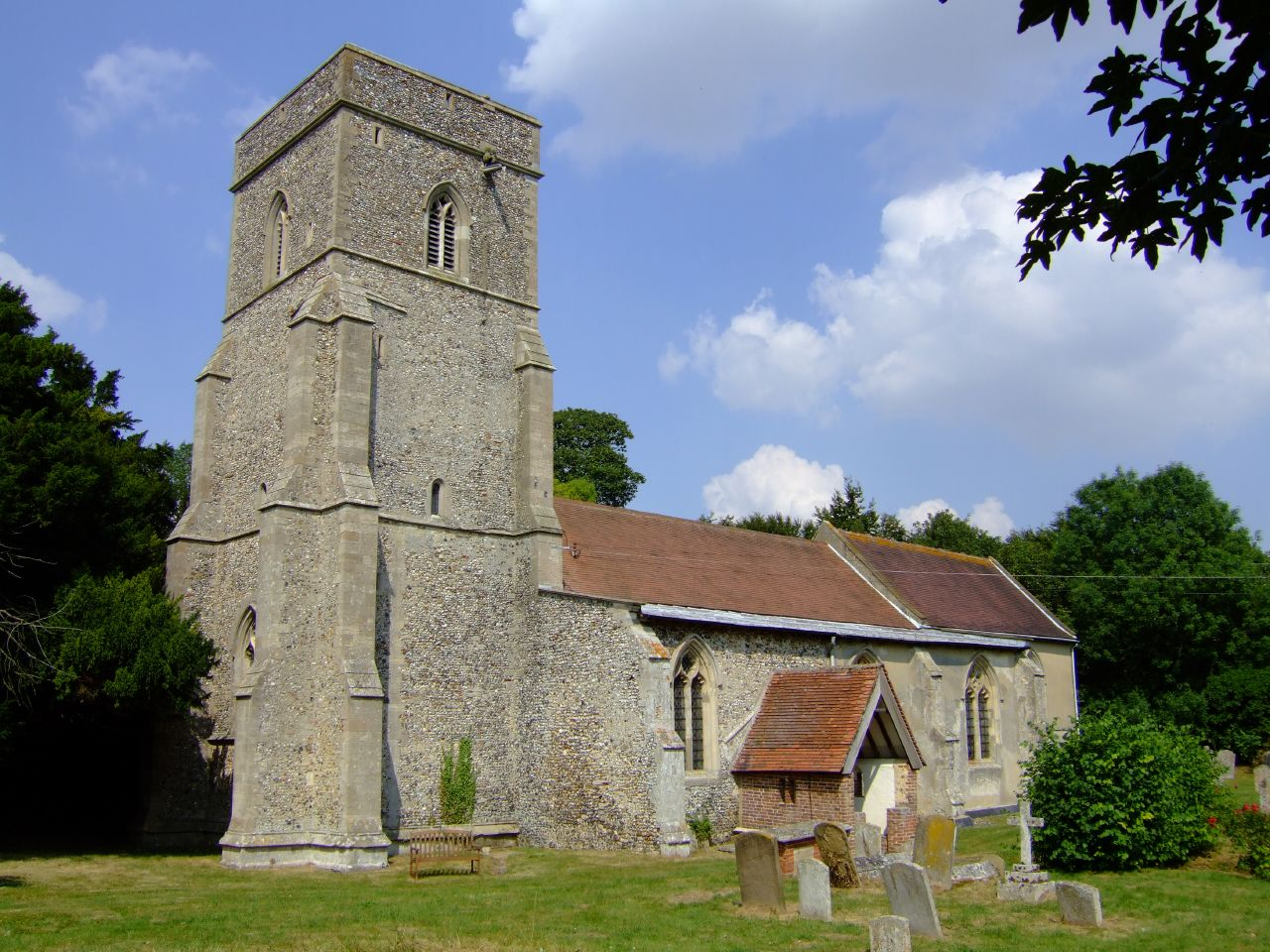
Церковь Св. Марии в Лидгейте (Суффолк), XIII в.

Джон Лидгейт (англ. John Lydgate; около 1370, Лидгейт — 1451, Бери-Сент-Эдмундс) — английский поэт, переводчик, хронист и агиограф, монах-бенедиктинец, автор «Троянской книги», «Осады Фив», «Жизнеописаний Св. Эдмунда и Св. Фремунда» (англ. The Lives Of Sts. Edmund And Fremund) и др. сочинений.

## Биография

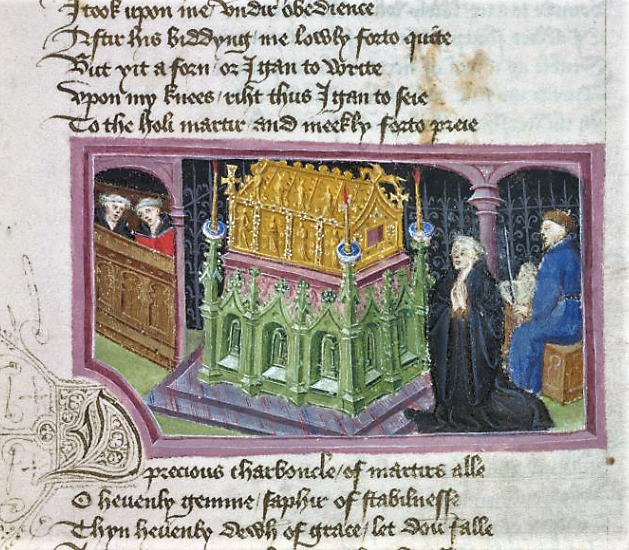
Миниатюра рукописи «Жизнеописаний Св. Эдмунда и Св. Фремунда» Джона Лидгейта с изображением автора, 1434—1439 гг.

О жизни Лидгейта известно немного. Родился он около 1370 года в Лидгейте близ Ньюмаркета в графстве Суффолк. Установлено, что в 1382 году он стал послушником в бенедиктинском аббатстве Сент-Эдмундсбери в Суффолке, и вскоре после этого принял там постриг. Пройдя обучение в монастырской школе, в 1389 году получил сан иподиакона, в 1393 году диакона, а 7 апреля 1397 года рукоположен был в священники Джоном Фордэмом, епископом Или.
Сохранилось письмо короля Генриха V, из которого следует, что между 1406 и 1408 годами он обучался в Глостерском колледже Оксфордского университета, где написал свою первую поэму «Басни Эзопа» (лат. Isopes Fabules), содержащую массу схоластических отсылок. Антикварий эпохи Тюдоров Джон Бейл утверждал, что он учился также в Кембриджском университете, а после ещё в Париже и в Италии.
В 1423 году Лидгейт получил должность приора в Хатфилд-Брод-Оук, графство Эссекс, а в 1426-м снова побывал в Париже. Помимо родного аббатства, неоднократно посещал английскую столицу, в частности, в 1429 году преподнёс «Новогоднюю балладу» вдовствующей королеве Екатерине Валуа (1401—1437). В 1434 году он ушёл на покой, оставив место приора, удалившись в Сент-Эдмундсбери, где всецело посвятил себя литературным трудам. По словам Бейла, он открыл там  собственную школу для обучения детей рыцарей и джентри.

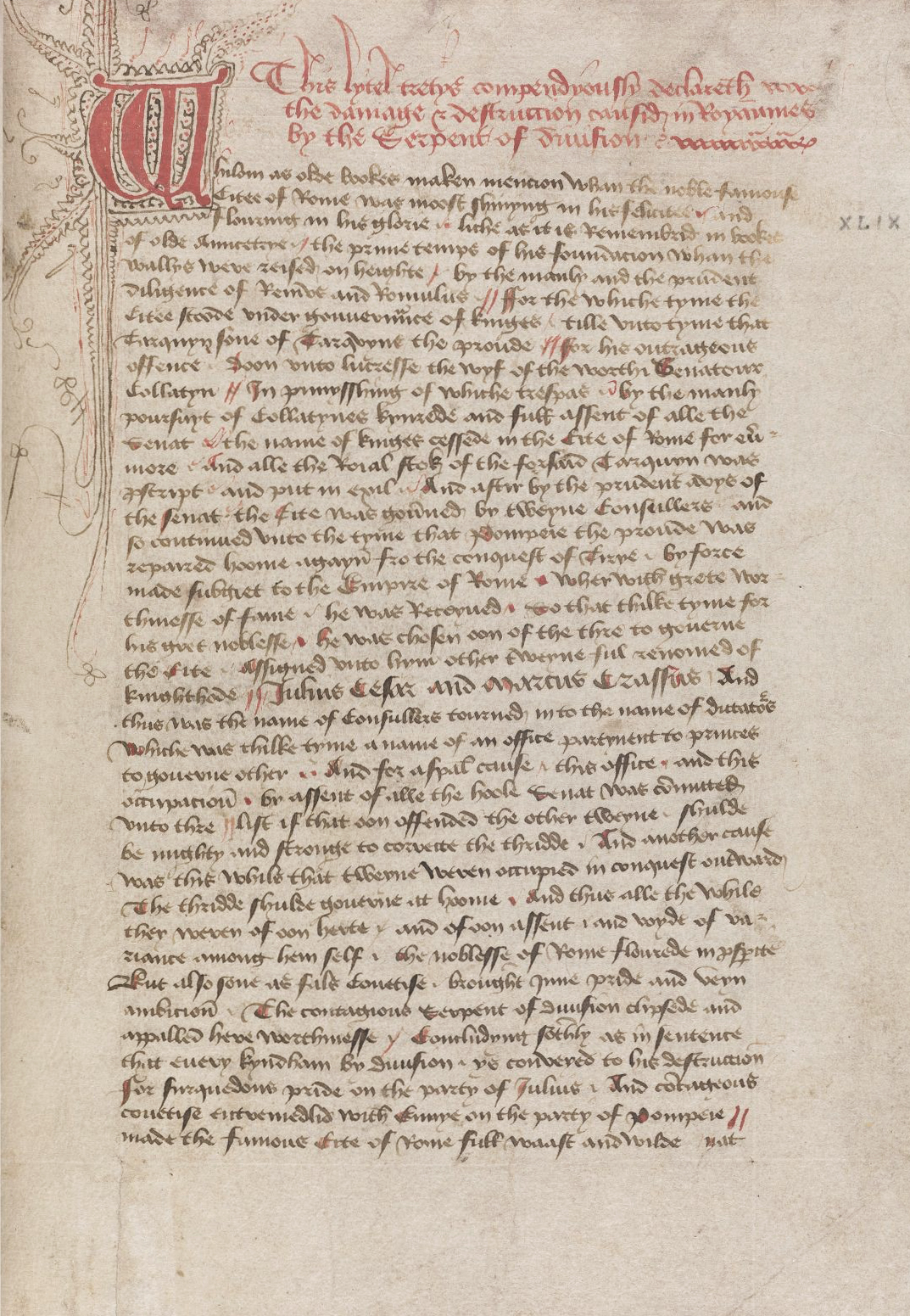
Лист рукописи Джона Лидгейта «Упадок и разложение в царствах» (1450). Библиотека Хоутона Гарвардского университета

Помимо королей Генриха V и Генриха VI, пользовался покровительством многих влиятельных вельмож, в частности, Ричарда де Бошана, графа Уорика и Хамфри, герцога Глостерского, а также лондонских мэров и олдерменов. Считается, что в юности, подобно Томасу Оккливу, он был другом Джефри Чосера (ум. 1400). Сам Лидгейт называл себе учеником последнего и утверждал, что одно из своих стихотворений сочинил под непосредственным руководством своего учителя, которого называл своей «путеводной звездой». Также известно, что он поддерживал отношения с его сыном — придворным и дипломатом Томасом Чосером (ум. 1434).
Последние известия о Джоне Лидгейте относятся к 1451 году, вероятно, вскоре после этого он умер. Местом его смерти и захоронения традиционно считается аббатство Сент-Эдмундсбери. Установлено, что на какое-то время он вернулся в родную деревню, позже названную в его честь Лидгейт. На стене местной церкви Св. Марии он сделал зашифрованную надпись «Прощайте, леди Кэтрин» (англ. Fare thee well Lady Catherine), предположительно адресованную Екатерине Валуа, которая ещё в 1960-е годы была обнаружена и расшифрована историком Вайолетт Причард, но лишь в 2014 году атрибутирована именно ему руководителем проекта «Norfolk Medieval Graffiti Survey» археологом Мэттью Чемпионом.

## Сочинения
Литературное наследие Лидгейта довольно велико и универсально, и включает как поэтические, так и повествовательные, религиозные, агиографические, научно-философские, морально-дидактические, исторические, аллегорические и сатирические по своему содержанию сочинения. По самым консервативным оценкам, он написал около 145 000 строк, а всего ему приписывалось 251 произведение, многие из которых, однако, атрибутированы ему ошибочно. Лидгейт изучил и утвердил своим творчеством практически все важные чосеровские жанры, за исключением тех, что не сочетались с его профессией, например, фаблио, хотя перу его принадлежат и шуточные произведения вроде «Лондонского бездельника», «Песенки о женских рожках» и т. п.
Поэзией Лидгейт увлёкся, ещё будучи студентом оксфордского колледжа, и в 1408 году переложил в изящных двустишиях французское стихотворение «Разум и чувственность» (англ. Reason and Sensuality), которое, помимо морально-дидактических рассуждений, содержит красочные описания природы. Своими поэмами он быстро завоевал себе широкую известность в образованных кругах английской знати, не уступавшей при его жизни репутации Чосера.
В наиболее известной поэме «Троянская книга» (англ. Troy Book), написанной между 1412 и 1420 годами по заказу принца Генри (будущего короля Генриха V) и содержащей объёмистый перевод «Троянской истории» итальянского поэта XIII века Гвидо де Колумна в 30 117 строк, Лидгейт намеренно выходит за рамки «Рассказа рыцаря» и «Троила и Крессиды» Джеффри Чосера, чтобы сделать своё произведение чисто эпическим. 23 ноября 1415 года он прославил в стихах триумфальное возвращение Генриха V в Англию после победы при Азенкуре, а около 1420 года составил жизнеописание легендарного Гая из Уорика.
Около 1422 года Лидгейт создал также поэму «Осада Фив» (англ. Siege of Thebes), дополнявшую французскую переработку известного античного сюжета о походе семерых царей на этот город рядом ценных деталей. В 1426 году перевёл с французского по заказу графа Солсбери аллегорическую поэму монаха XIV века Гийома де Дегильвиля «Паломничество человеческой жизни» (фр. Le Pèlerinage de la vie humane), а затем по просьбе графа Уорика поэтическое «Воспоминание о родословной» Лоренса Калло, подтверждавшее претензии Генриха VI на корону Франции.
Между 1431 и 1438 годами он написал поэму «Падение принцев» (англ. The Fall of Princes), содержащую 36 365 строк и представляющую собой творческую переработку латинского трактата Джованни Бокаччо «О несчастиях знаменитых людей» (лат. De Casibus Virorum Illustrium, 1360). Сюжетно она перекликается с «Рассказом монаха» из сборника Чосера и предположительно содержит заимствования из трактата Колюччо Салютати «О роке, судьбе и случайности» (1399). Аллегорически излагая историю начиная с грехопадения Адама и Евы, нагота которых была, по его мысли, ещё невинна, он рассуждает в ней о важной роли в развитии человечества одежды, смену которой увязывает с постепенным упадком морали и нравственности.
Из других поэтических сочинений Лидгейта заслуживает внимания аллегорическое стихотворение «Жалоба Черного рыцаря» (англ. The Complaint of the Black Knight) и поэма «Храм из стекла» (англ. The Temple of Glas, 1420-е гг.), главным действующим лицом которой является наставляющая влюблённую пару богиня Венера. Около 1434 года, после визита в Сент-Эдмундсбери короля Генриха VI, он составил «Жизнеописания Св. Эдмунда и Св. Фремунда» (англ. The Lives Of Sts. Edmund And Fremund), а в 1439 году перевёл с латыни по просьбе Сент-Олбанского настоятеля Джона Уитхэмстеда «Житие Св. Альбана» (англ. The Life of St. Alban). Перу его также принадлежат «Житие Девы Марии», «Житие Св. Альбана», «Житие Св. Маргариты» и ряд других агиографических сочинений.
В 1450 году Лидгейт составил небольшое прозаическое сочинение «Упадок и разложение в царствах» (англ. Damage and destruction in realmes), излагающее историю возвышения и гибели Юлия Цезаря. Предположительно являлся также автором «Истории королей Англии», охватывавшей события с XII по середину XV века и содержавшей ценные сведения о завершающем этапе Столетней войны, начале войны Алой и Белой Розы и пр. Она положена в основу анонимной «Краткой английской хроники», обнаруженной в библиотеке Ламбетского дворца Джеймсом Гарднером и в 1880 году изданной им в сборнике «Три английские летописи XV века».
Будучи превосходно образованным, Лидгейт свободно цитирует в своих трудах многих античных и средневековых классиков, включая Цицерона, Вергилия, Овидия, Тита Ливия, Валерия Максима, Сенеку, Персия, Лукана, Стация, Ювенала, Авла Геллия, Лактанция, Флавия Вегеция, Пруденция, Проспера Аквитанского, Боэция, Фульгенция, Алана Лилльского, Данте, Петрарку, Боккаччо и Алена Шартье.
Литературные труды Лидгейта не остались без награды уже при его жизни. В апреле 1439 года ему был выделен доход в размере десяти марок со сборов таможни в Ипсвиче, а на Пасху следующего года дополнительно сумма в размере 6 фунтов стерлингов. 7 мая 1440 года королевским указом они заменены были ежегодной пенсией в размере 7 фунтов.

## Наследие
В эпоху Реформации произведения Лидгейта были почти забыты, несмотря на то, что их использовал в своих драмах Вильям Шекспир. Исследователь английского языка эпохи Средневековья и Ренессанса профессор Кембриджского университета Хелен Купер считает главной тому причиной тогдашние гонения на католическую церковь и монашество. Этим, возможно, объясняется и относительно неважная и довольно неравномерная сохранность рукописного наследия Лидгейта, так, «Троянская книга» его дошла до нас всего в трёх рукописях, равно как и юношеские «Басни Эзопа» и «Житие Св. Маргариты», «Осада Фив» сохранилась в двух, «Падение принцев» и «Храм из стекла» — в девяти, «Жизнеописания Св. Эдмунда и Св. Фремунда» — в шести, и т. д.
Новый интерес к Лидгейту возродили английские поэты XVIII века, в частности, Томас Грей отмечал изящество его стиля и богатство фразеологии, Томас Чаттертон подражал ему и посвятил одно своих стихотворений, с особенной же похвалой о нём отзывался Джозеф Уортон.
Но к началу XIX столетия, с развитием литературной критики и филологии, по отношению к его творчеству возобладал скептический подход, так, известный историк и антикварий Джозеф Ритсон называл его «объёмистым, прозаичным и болтливым монахом». Возрождение в наши дни интереса к произведениям столь неординарной личности, как Лидгейт, сумевшей преодолеть ментальные и поведенческие рамки своего сословия и своей эпохи, объясняется попытками выявить в его произведениях признаки идей раннего гуманизма, характерные для таких его современников, как вышеназванный аббат Уитхэмстед, рыцарь-хронист Джон Хардинг, поэт Тит Ливий Фруловези и др.